# Música per a piano de Gabriel Fauré
El compositor francès Gabriel Fauré (1845–1924) va treballar molts gèneres, incloent-hi cançons, música de cambra, peces orquestrals, i feines corals. Les seves composicions per a piano inclouen algunes de les seves feines més conegudes.
El conjunt més important d'obres per a piano de Fauré són tretze nocturns, tretze barcarolles, sis impromptus, i quatre valsos-capricis. Aquest conjunt de peces va ser compost durant diverses dècades al llarg de la seva vida, i s'hi pot observar els canvis en el seu estil. Les seves altres obres per a piano, també notables, inclouen peces breus sovint publicades en forma de reculls o col·leccions. En aquest grup hi trobem Romances sans paroles, Balada en Fa#M, Mazurka en Si♭M, Thème et variacions en Do#M, i Huit pièces brèves. Per duet de piano, Fauré també va compondre la Dolly Suite i, juntament amb el seu amic i alumne André Messager, una paròdia de Wagner en la suite curta Souvenirs de Bayreuth.
Molta de la música per a piano de Fauré és difícil d'interpretar, però rarament es pot considerar virtuosístca. A Fauré li desagradava la música excessivament vistosa, i la característica predominant de la seva obra per a piano és una contenció i reteniment clàssics.

## Introducció
Tot i que va viure gran part de la seva vida de la seva feina com a organista d'església, a Fauré li interessava molt el piano. En paraules seves "La música per a piano no té lloc per al farciment. Hom ha de ser honest i fer-la interessant constantment. És potser el mitjà més difícil de tots." Els seus treballs per a piano estan marcats per una lucidesa clàssica; Fauré no estava gens impressionat pels pianistes virtuosos, dels quals comentava que "com millors són, pitjor toquen les meves peces." Fins i tot un virtuós com Franz Liszt va dir que trobava la música de Fauré difícil de tocar: La primera vegada que va tocar una peça seva digué, "m'he quedat sense dits".
Les seves obres primerenques per a piano mostren influències de Chopin i, al llarg de la seva vida, va utilitzar per a les peces que escrivia títols similars als de Chopin, especialment nocturns i barcarolles. Una influència també destacable fou la de Schumann, la música per a piano del qual era la preferida per Fauré. 
En els seus darrers anys la música de Fauré va ser escrita sota l'ombra de la sordesa creixent del compositor, fet que el va portar a escriure una música cada vegada menys encisadora i més austera, que més tard el compositor Aaron Copland titllaria de "intensitat en un fons de calma." El crític Bryce Morrison ha fet notar que els pianistes generalment prefereixen tocar les obres més primerenques i accessibles, en detriment de la música més tardana, que expressa "una passió passió privada i un aïllament, una ràbia alternada amb resignació" que deixa als oients inquiets.

## Nocturns
Els nocturns, juntament amb les barcaroles, es consideren en general les peces per a piano més importants del compositor. Fauré admirava la música de Chopin, i era feliç de compondre en les mateixes formes i els patrons que havia establert prèviament el compositor polonès. Morrison Anota que els nocturns de Fauré segueixen el model de Chopin contrastant serenes seccions exteriors amb episodis centrals més vius o turbulents. El fill del compositor, Philippe, va comentar que els nocturns "no estan basats necessàriament en reflexions o en emocions inspirades en la nit. Són generakment peces líriques i apassionades, de vegades angoixades o completament elegíaques."
Llistat dels Nocturns de Fauré
- Nocturn num.1 en Mi b menor Op.33/1 (c.1875)
- Nocturn num.2 en Si major Op.33/2 (c.1880)
- Nocturn num.3 en La b major Op.33/3 (c.1882)
- Nocturn num.4 en Mi b major Op.36 (c.1884)
- Nocturn num.5 en Si b major, Op.37 (c.1884)
- Nocturn num.6 en Re b major, Op.63 (1894)
- Nocturn num.7 en Do # menor, Op.74 (1898)
- Nocturn num.8 en Re b major, Op.84/8 (1902)
- Nocturn num.9 en Si menor, Op.97 (1908)
- Nocturn num.10 en Mi menor, Op.99 (1908)
- Nocturn num.11 en Fa # menor, Op.104/1 (1913)
- Nocturn num.12 en Mi menor, Op.107 (1915)
- Nocturn num.13 en Si menor, Op.119 (1921)

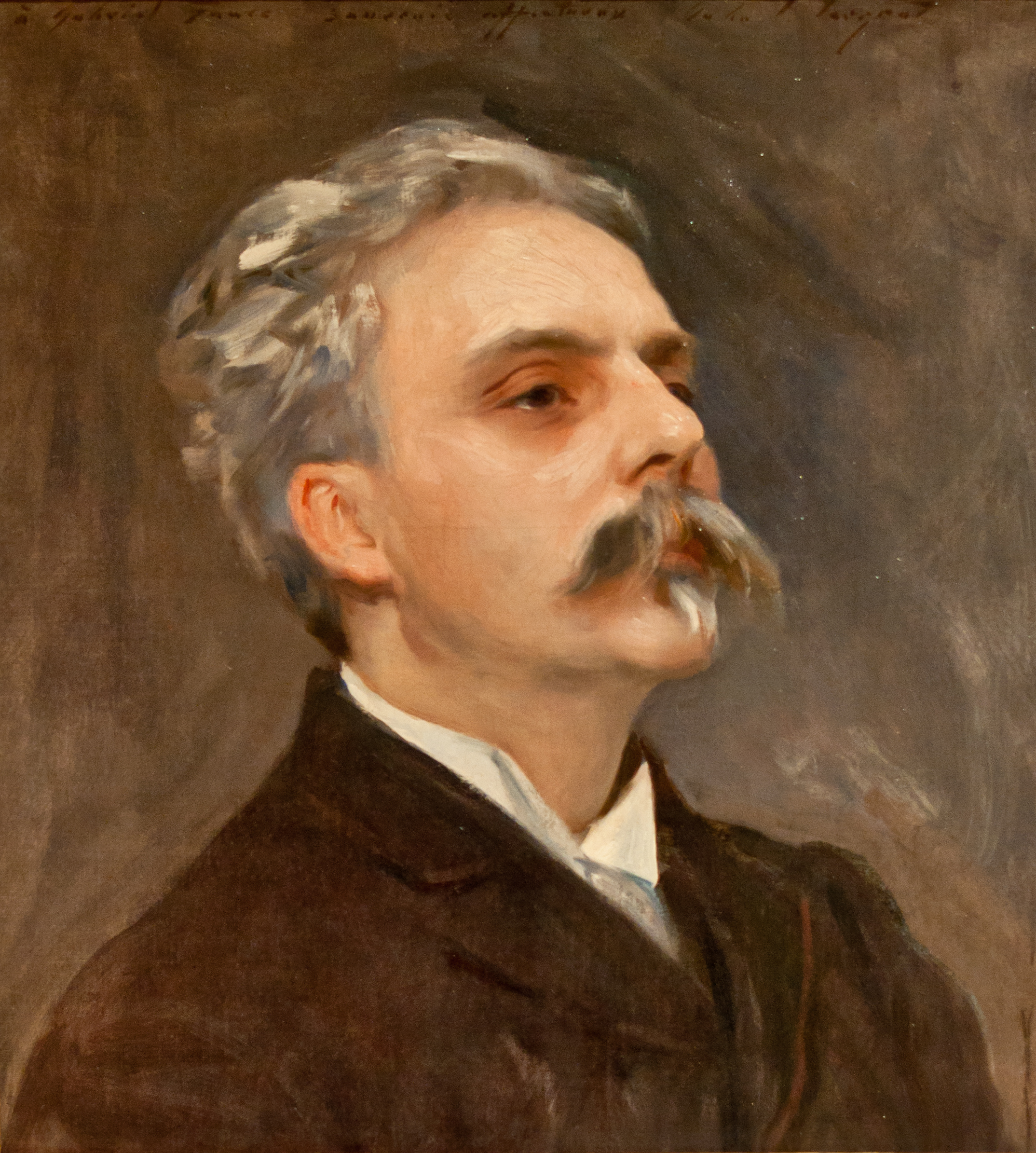
retrat de G. Fauré segons John Singer Sargent, 1896

## Barcaroles
Les Barcaroles van néixer com a cançons populars cantades pels gondolers de Venècia. En paraules de Morrison, l'ús del terme per part de Fauré era més convenient que precís. Fauré no se sentia còmode posant títols atractius a les peces musicals, i va dir que ni tan sols utilitzaria títols genèrics com "barcarolle" si els seus editors no hi insistien. El seu fill Philippe digué que " Per part d'ell els seus Nocturns, Impromptus, i fins i tot les Barcaroles s'haurien titulat  senzillament Peça de Piano num.X.".
Igual que els nocturns, les barcaroles s'estenen gairebé durant tota la carrera compositiva de Fauré, i s'ho pot observar l'evolució del seu estil des del senzill encant de les peces primerenques a l'enigmàtica qualitat de les obres tardanes. 
Llista de Barcaroles de Fauré
- Barcarolle num.1 en La menor, Op.26 (1880)
- Barcarolle num.2 en Sol major, Op.41 (1885)
- Barcarolle num.3 en Sol b major Op.42 (1885)
- Barcarolle num.4 en La b major, Op.44 (1886)
- Barcarolle num.5 en Fa # menor, Op.66 (1894)
- Barcarolle num.6 en Mi b major, Op.70 (1896)
- Barcarolle num.7 en Re menor, Op.90 (1905)
- Barcarolle num.8 en Re b major, Op.96 (1906)
- Barcarolle num.9 en La menor, Op.101 (1909)
- Barcarolle num.10 en La menor, Op.104/2 (1913)
- Barcarolle num.11 en Sol menor, Op.105 (1913)
- Barcarolle num.12 en Mi b major, Op.106bis (1915)
- Barcarolle num.13 en Do major, Op.116 (1921)